# Dorfkirche Ablaß

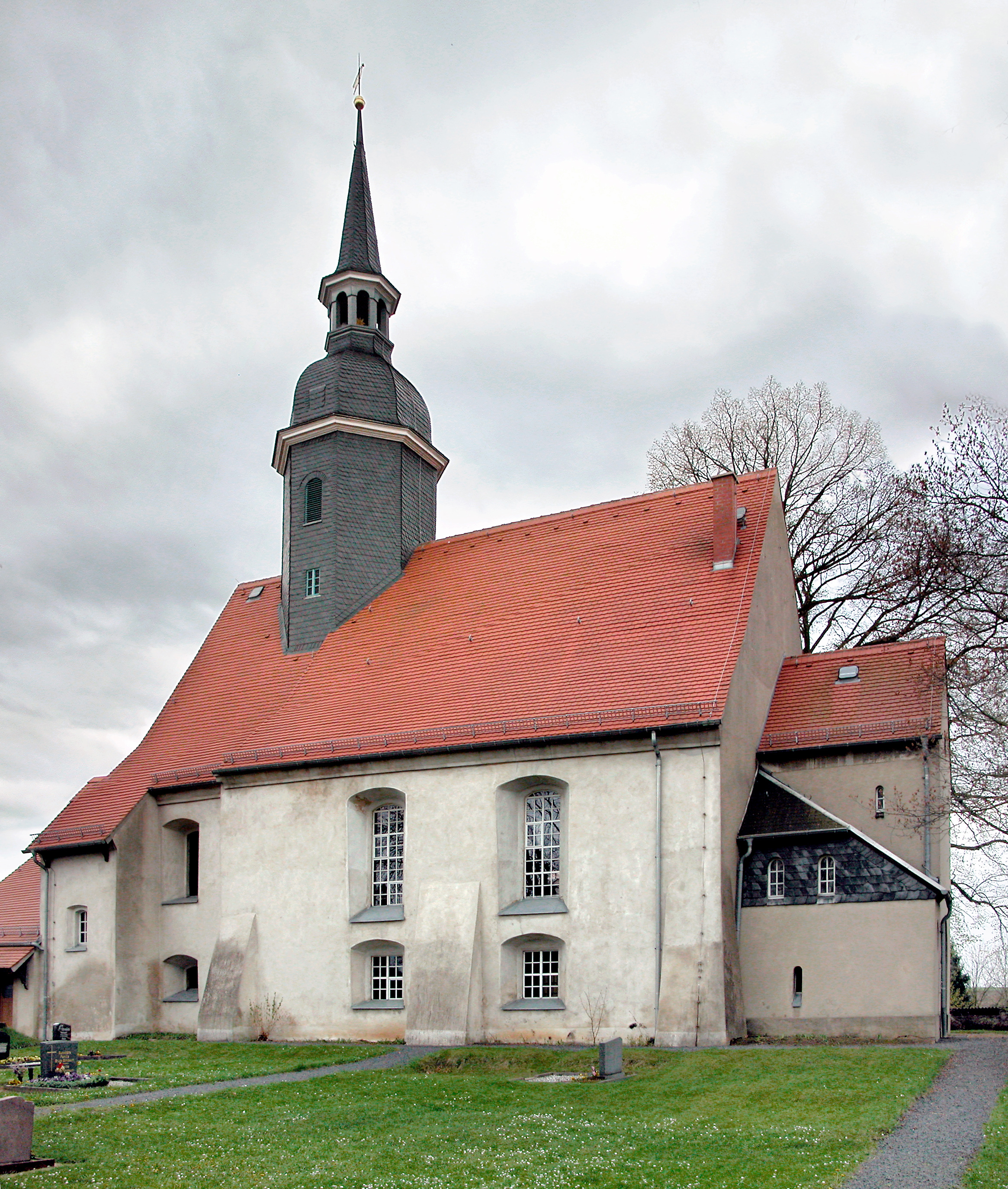
Dorfkirche Ablaß

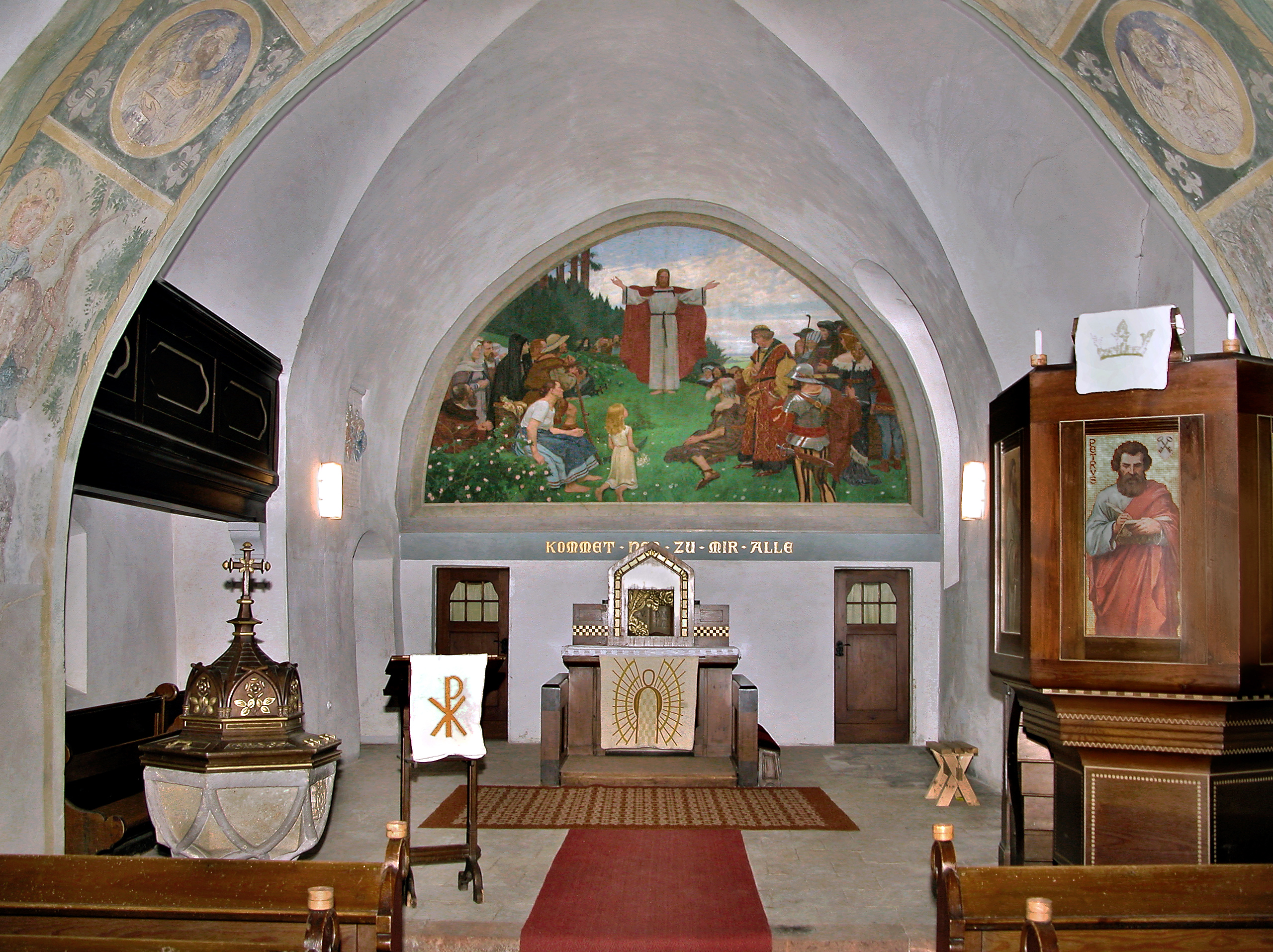
Altarraum

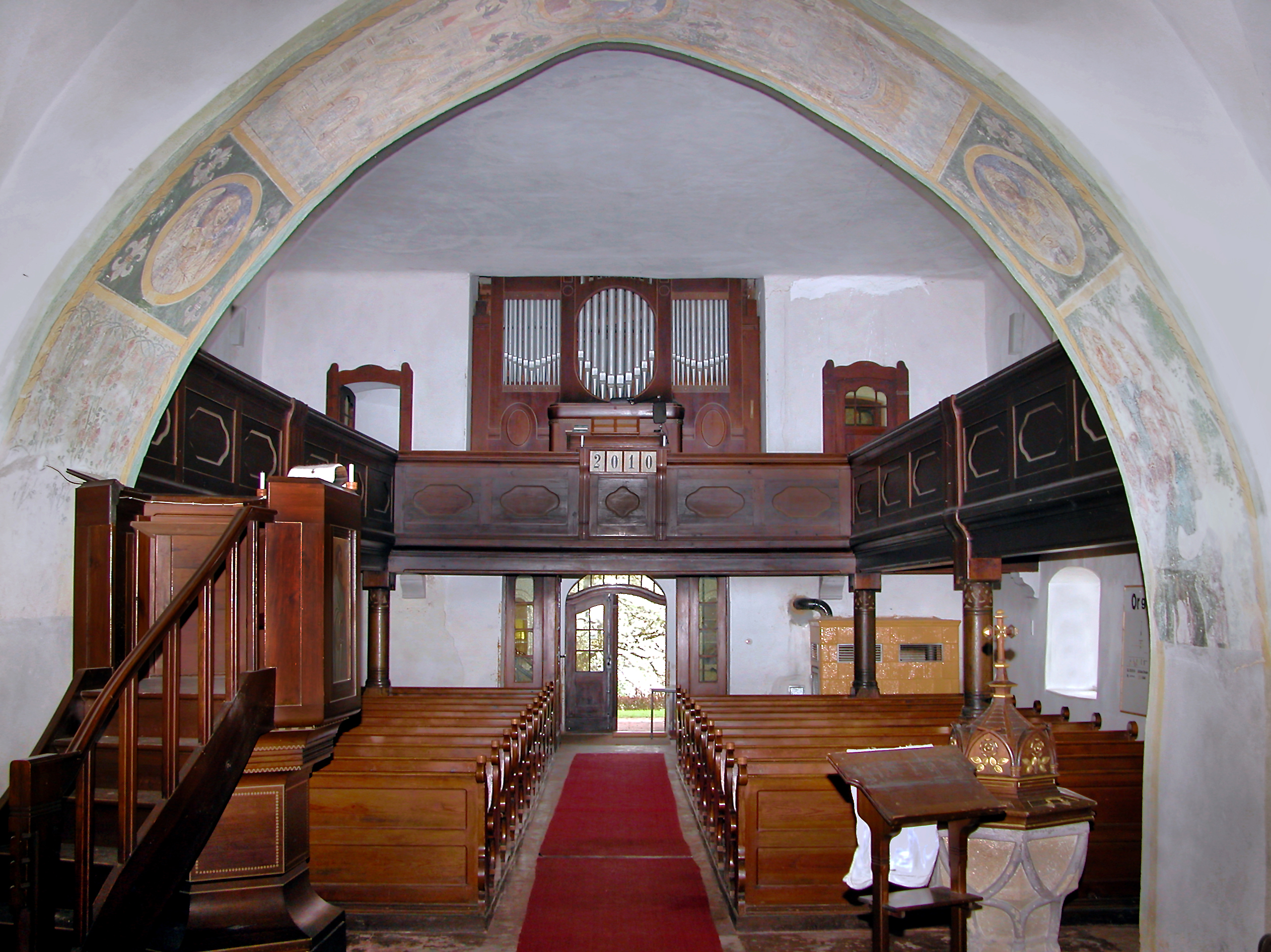
Langhaus und Jehmlich-Orgel

Die evangelische Dorfkirche Ablaß ist eine mehrfach veränderte, im Kern gotische Saalkirche im Ortsteil Ablaß von Mügeln im Landkreis Nordsachsen in Sachsen. Sie gehört zur Kirchengemeinde Oschatzer Land im Kirchenbezirk Leisnig-Oschatz der Evangelisch-Lutherischen Landeskirche Sachsens.

## Geschichte und Architektur
Die mehrfach veränderte Saalkirche hat einen Chor aus dem 13. und 14. Jahrhundert, der Saal gehört der Spätgotik an. Eine Umgestaltung erfolgte in den Jahren 1682–93, ein weiterer Umbau im Jahr 1723, bei dem Verstärkungspfeiler an den Westecken und die nördlichen Strebepfeiler, die Sakristei und ein Dachreiter hinzugefügt wurden. Durchgreifende Veränderungen im Innern wurden 1904–07 vorgenommen, wobei der Chor unterteilt und die Ausstattung erneuert wurden; Restaurierungen erfolgten im Jahr 1960 innen und von 1987 bis 1991 außen.
Das Bauwerk ist ein verputzter Bruchsteinbau mit eingezogenem, querrechteckigem Vorchor und dem anschließenden, eingezogenen Chor mit geradem Schluss; ein oktogonaler Dachreiter mit Haube und Laterne akzentuiert das Bauwerk. Das romanische Südportal ist in Rochlitzer Porphyr ausgeführt, die zierlichen eingestellten Säulen sind mit korinthisierenden Kapitellen versehen; das Ganze stammt vermutlich aus der 1519 aufgelösten Zisterzienserkirche in Sornzig.
Im Innern ist das Bauwerk ein flachgedeckter Emporensaal, der Vorchor ist mit Kreuzgratgewölbe geschlossen, der Chor mit spitzbogigem Tonnengewölbe. Zwischen Saal und Vorchor vermittelt ein spitzbogiger Triumphbogen.

## Ausstattung
Am Triumphbogen sind Wandmalereien des 15. Jahrhunderts erhalten. Dargestellt sind Christophorus, Engel und im Scheitel das Gotteslamm. Die Bilder wurden 1904 freigelegt und mit Anklängen an den Jugendstil restauriert.
Die übrige Ausstattung stammt aus den Jahren 1904–1907. Über dem Altar ist ein Wandgemälde mit einer Darstellung des Heilandsrufs (Matthäus 11,28–30 ), wobei die zuhörenden Männer, Frauen und Kinder historisierende Kleidung tragen. Die Kanzel zeigt Darstellungen von Aposteln und Evangelisten.
Die Orgel ist ein Werk von Jehmlich aus dem Jahr 1904 mit 14 Registern auf zwei Manualen und Pedal.
Der Taufstein ist in Kelchform ausgeführt und mit Blendastwerk geschmückt, ein Feld zeigt eine Rose, und stammt vom Anfang des 16. Jahrhunderts. Ein Paramentenschrank zeigt gemalte Darstellungen der Geburt Christi und der Auferstehung, an den Seiten die Himmelfahrt und ein verlorenes Bild in bäuerlicher Malerei aus der ersten Hälfte des 17. Jahrhunderts.
Die prächtige Sakramentsnische ist in Rochlitzer Porphyr mit schmiedeeisernem Gitter vom Anfang des 16. Jahrhunderts ausgeführt, ähnlich derjenigen in der Kirche St. Johannis in Mügeln. Ein Grabdenkmal des Joachim Heinrich von Grünrod zu Wiederade und des Georg Taupadel zu Borteck, Geboldigk und Pommelitz ist mit den Wappen beider Familien geschmückt und stammt aus der Zeit 1580–1600.